# Município de Scipio (condado de Seneca, Ohio)
O município de Scipio (em inglês: Scipio Township) é um município localizado no condado de Seneca no estado estadounidense de Ohio. No ano de 2010 tinha uma população de 1.729 habitantes e uma densidade populacional de 18,06 pessoas por km².

## Geografia
O município de Scipio encontra-se localizado nas coordenadas 41° 07′ 31″ N, 83° 00′ 58″ O. Segundo a Departamento do Censo dos Estados Unidos, o município tem uma superfície total de 95.72 km², da qual 95,71 km² correspondem a terra firme e (0,01 %) 0,01 km² é água.

## Demografia
Segundo o censo de 2010, tinha 1.729 habitantes residindo no município de Scipio. A densidade populacional era de 18,06 hab./km². Dos 1.729 habitantes, o município de Scipio estava composto pelo 98,44 % brancos, o 0,17 % eram afroamericanos, o 0,69 % eram amerindios, o 0,06 % eram asiáticos, o 0,12 % eram de outras raças e o 0,52 % eram de uma mistura de raças. Do total da população o 1,5 % eram hispanos ou latinos de qualquer raça.